# Вулпе
Вулпе (фр. Voulpaix) насеље је и општина у североисточној Француској у региону Пикардија, у департману Ен (Пикардија) која припада префектури Вервен.
По подацима из 2011. године у општини је живело 411 становника, а густина насељености је износила 35,58 становника/km². Општина се простире на површини од 11,55 km². Налази се на средњој надморској висини од 150 метара (максималној 187 m, а минималној 114 m).

## Демографија
| 1830. | 1850. | 1856. | 1931. | 1962. | 1968. | 1975. | 1982. | 1990. | 1999. | 2006. | 2011. |
| ----- | ----- | ----- | ----- | ----- | ----- | ----- | ----- | ----- | ----- | ----- | ----- |
| 932   | 1.075 | 1.063 | 547   | 504   | 516   | 503   | 434   | 404   | 368   | 389   | 411   |

График промене броја становника у току последњих година